# بال‌لاکی بوهمی
بال‌لاکی بوهمی (نام علمی: Bombycilla garrulus) پرنده‌ای از سردهٔ بال‌لاکی از راستهٔ گنجشک‌سانان است. این پرنده در شمال اروپا و آسیا و غرب آمریکای شمالی زندگی می‌کند. همچنین در ایران نیز به صورت مهاجر و به تعداد اندک در نقاطی در شمال، شرق و جنوب ایران یافت می‌شود و حفاظت از آن لازم است.

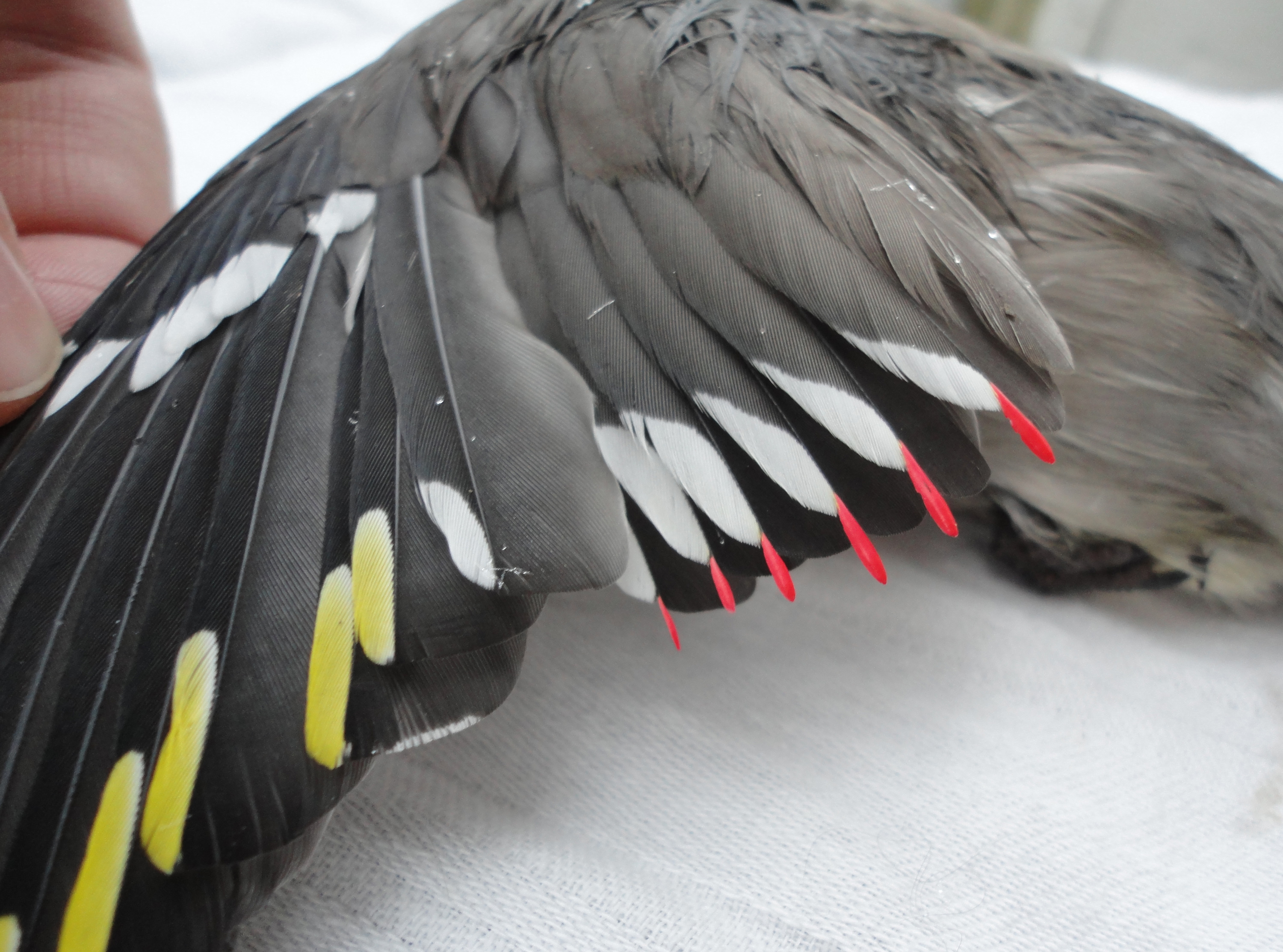
پرهای رنگین بال پرنده

## نگارخانه

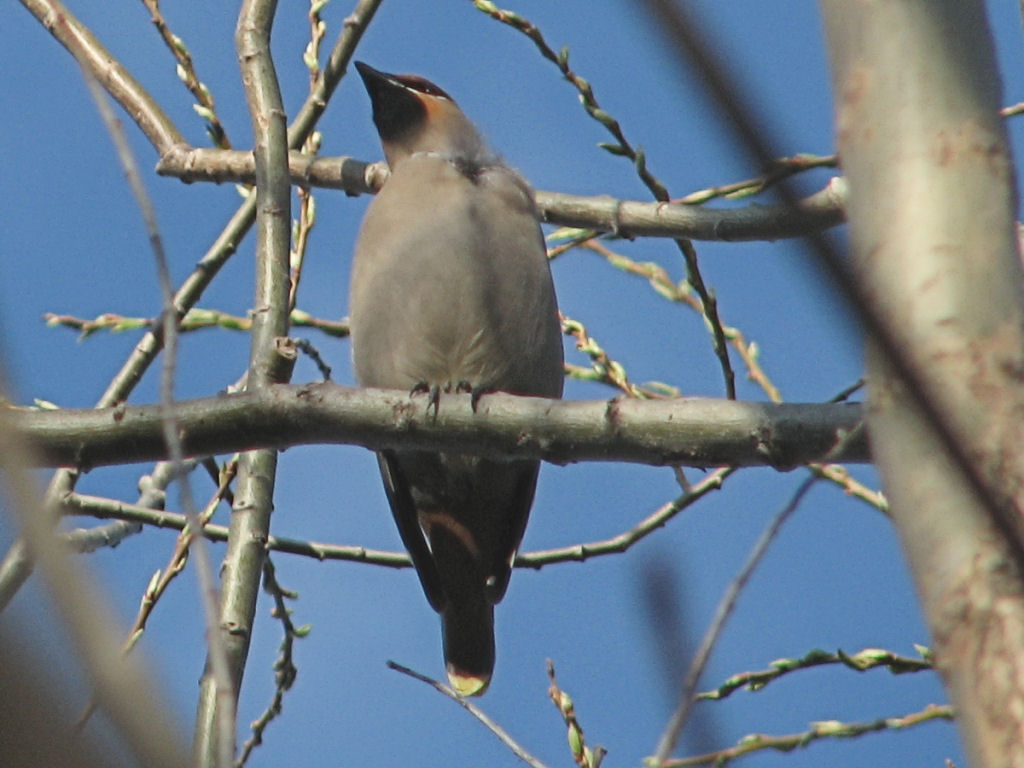
پرنده ماده، اتاوا، انتاریو
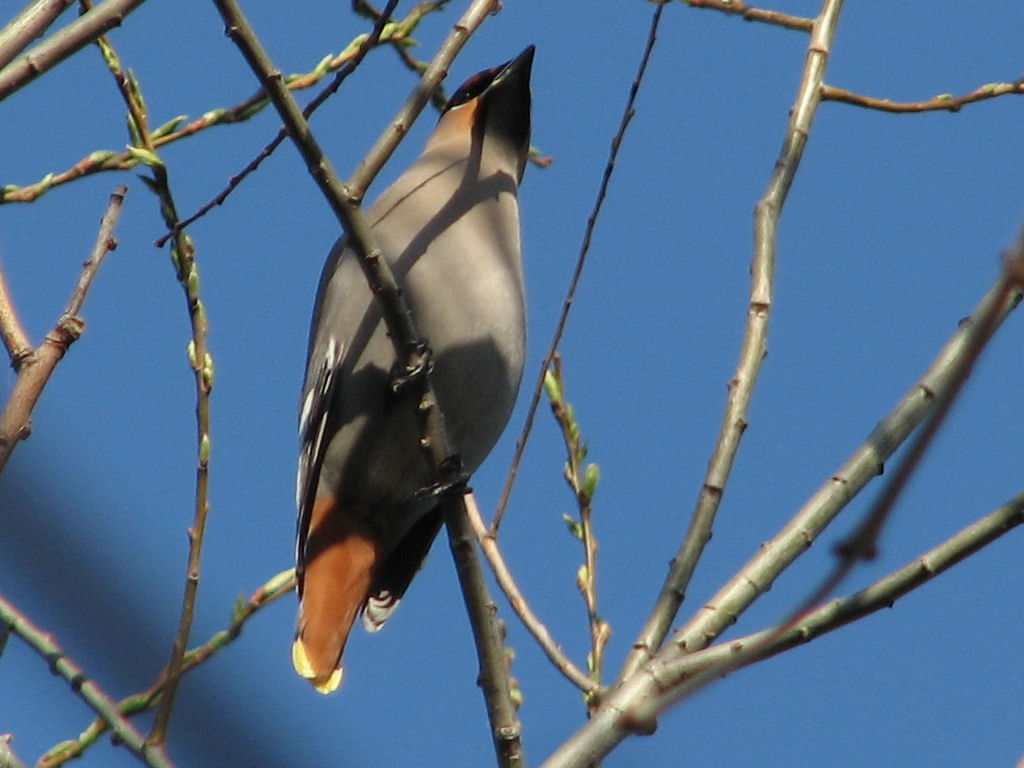
پرنده نر، اتاوا، انتاریو
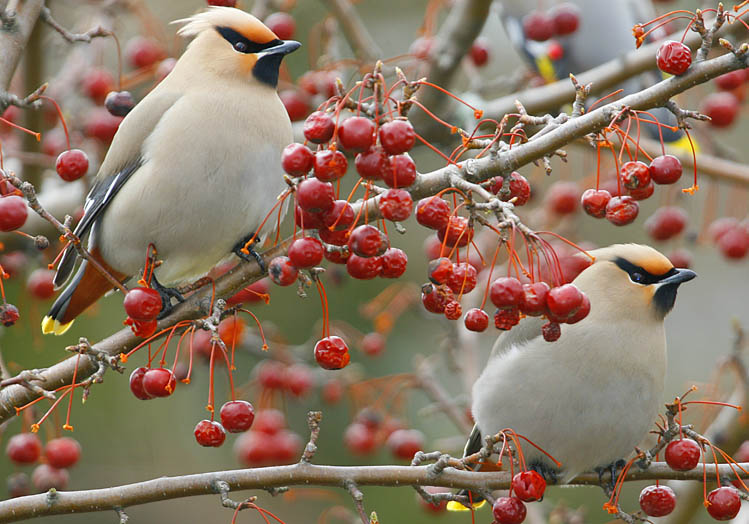
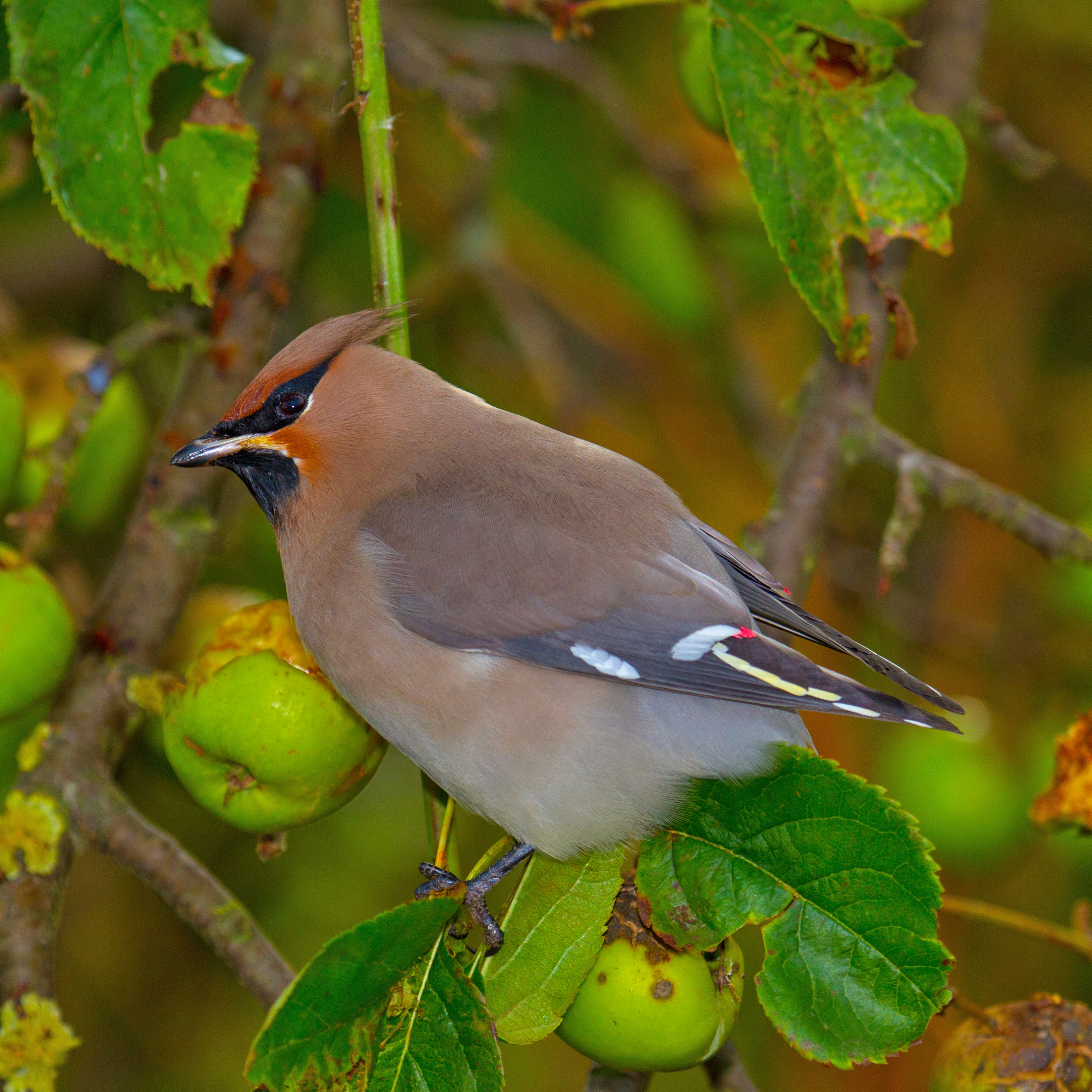
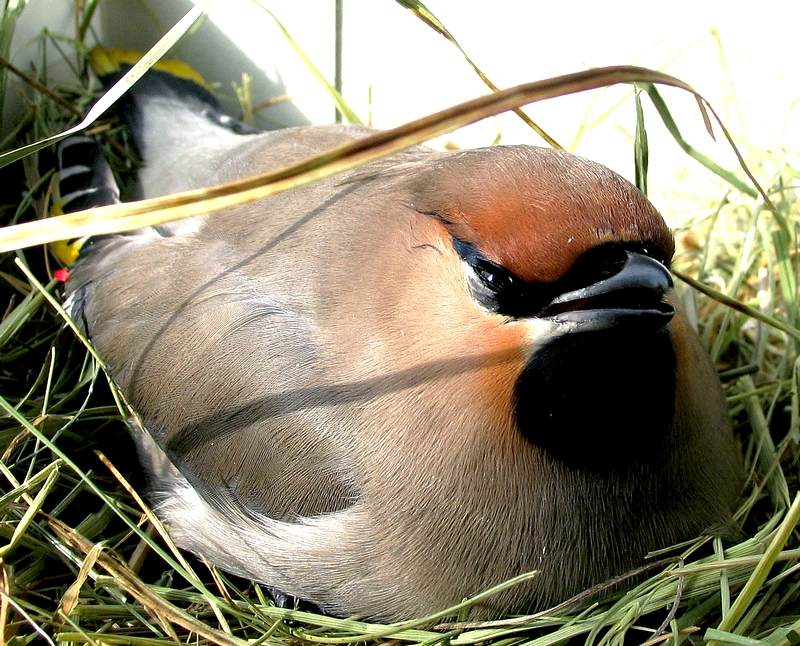
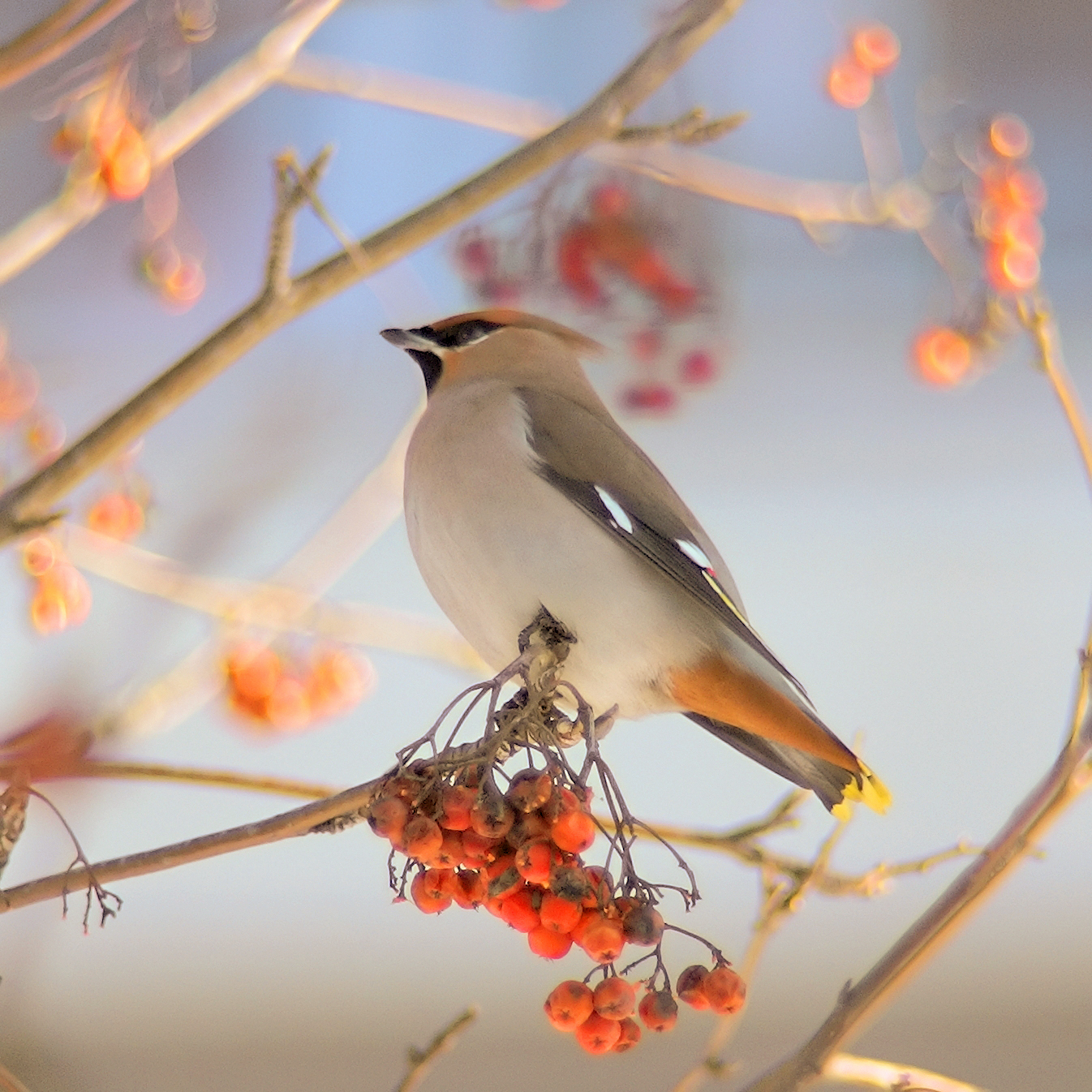
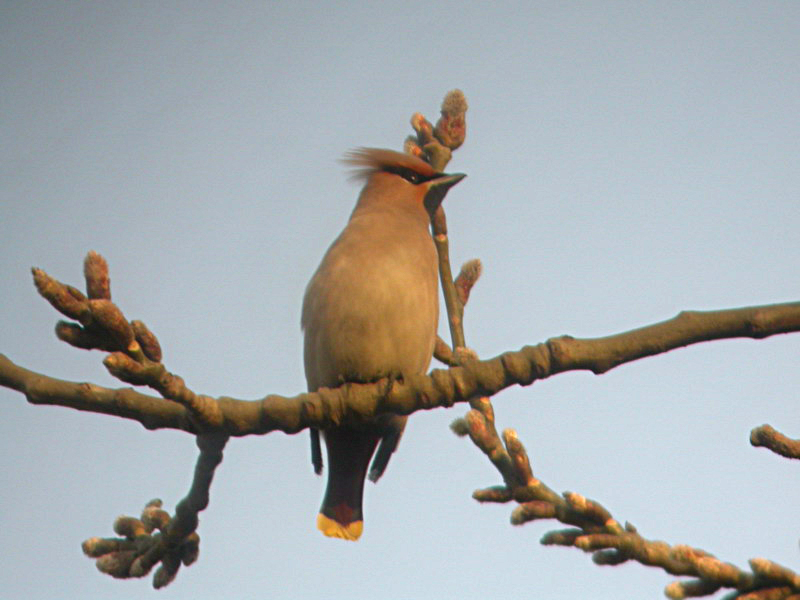
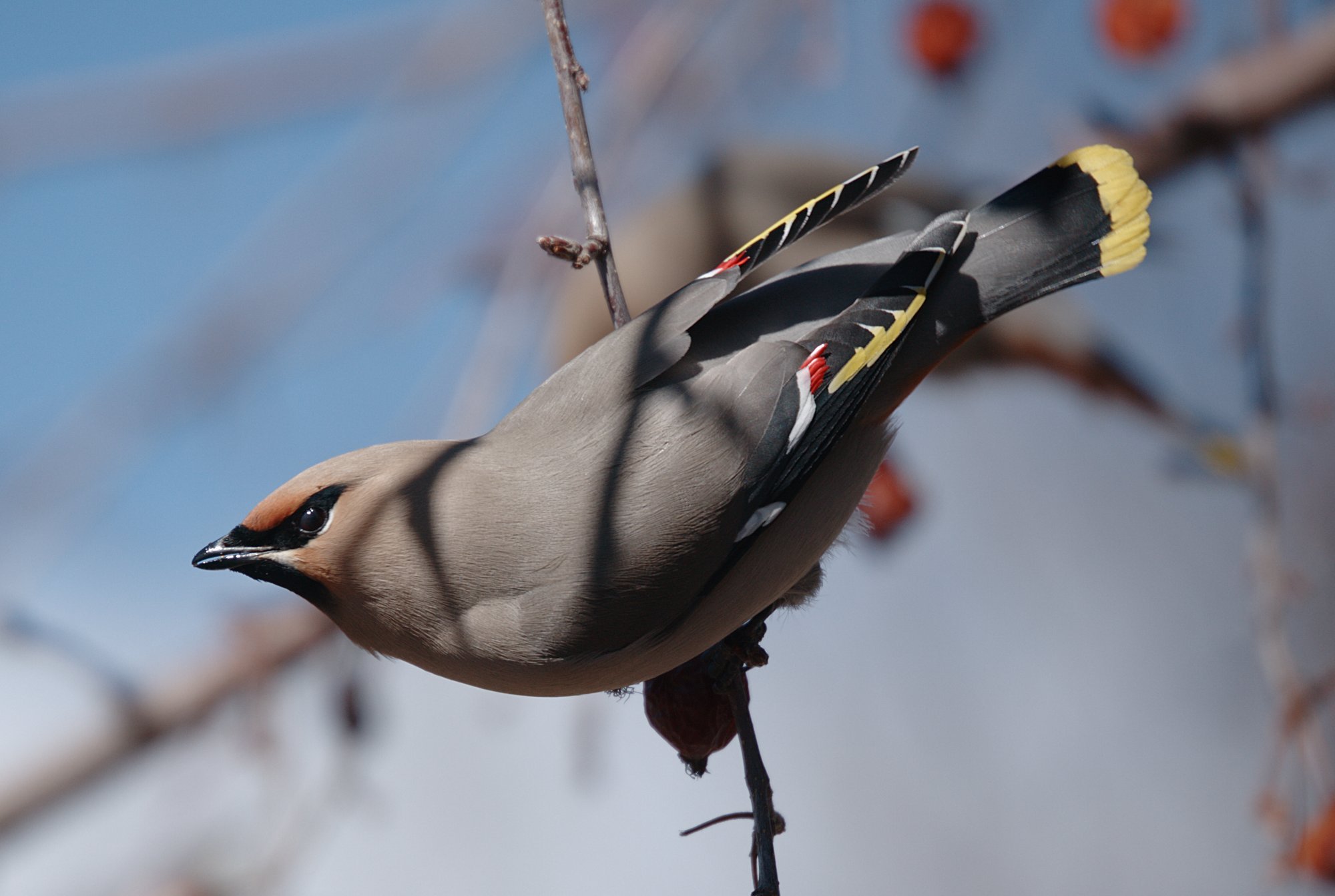
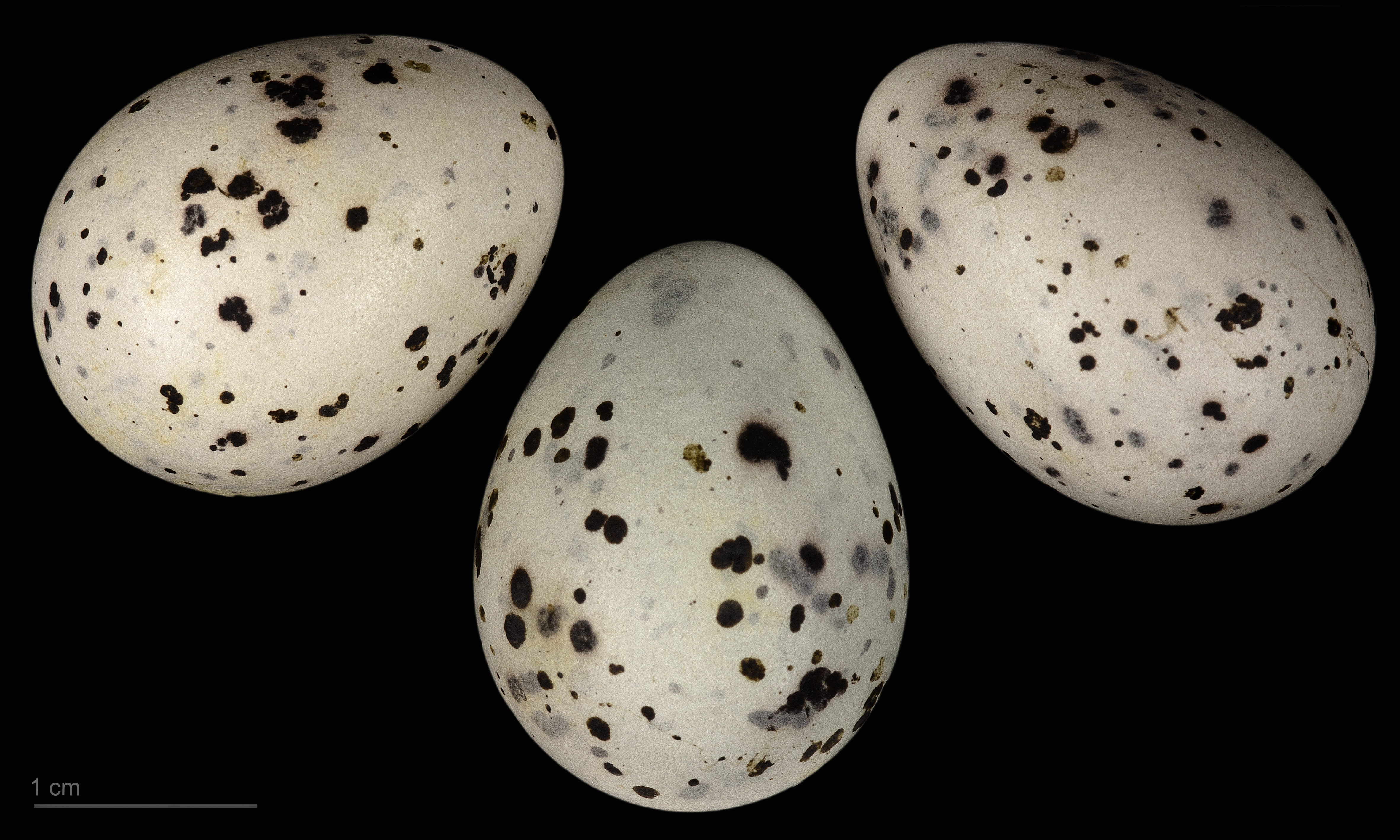
Bombycilla garrulus '